# Богомил Райнов
Богомил Николаев Райнов е български писател и професор по естетика.

## Биография
Син е на писателя, философ и художник академик Николай Райнов и брат на скулптора Боян Райнов. Участва в Съпротивително движение през Втората световна война. Членува в марксически кръжоци. Член е на БКП от 1944 г.
Бил е главен редактор на в. „Стършел“. Известно време е доцент във Висшия институт за изобразителни изкуства „Николай Павлович“..
От 1953 до 1960 г. е аташе по културата в българското посолство в Париж, като по това време закупува различни произведения на изкуството, изложени в Националната художествена галерия.
Член на ЦК на БКП от 1976 г. Подпредседател от 1967 г. и заместник-председател от 1972 г. на СБП. Член-кореспондент на БАН от 1974 г.
Заедно със Светлин Русев участва в подбора и закупуването на картини на Националната галерия за чуждестранно изкуство. Парите са държавни, отпуснати по настояване на Людмила Живкова.

## Творчество
Сътрудничи на вестниците „Вестник на жената“, „Ученически подем“, „Светлоструй“, „Литературен живот“ и „Литературен критик“, на списание „Изкуство и критика“ и др. За първи път негови творби са публикувани през 1936 г. във в. „Вестник на жената“.
Има научни публикации в областта на естетиката, изкуствознанието и културологията. Автор е на многобройни монографии за изобразителното изкуство, история на теософията, криминални и шпионски романи, чийто главен герой е Емил Боев, както и романизирани автобиографии. Романите му са много популярни, издават се по няколко пъти в големи тиражи.
В една от последните си книги – „Людмила“, дава интересни сведения за задкулисието в българския културен и политически живот през 80-те години на 20 век и опитът да се разчупи тесногръдието и отвори врата към света на свободната култура.
След смъртта на Богомил Райнов са публикувани книгите му „Лека ни пръст“ и „Писмо от мъртвец“, изпълнени с груби нападки срещу Александър Жендов, Борис Делчев и Радой Ралин.
Като феномен в литературознанието шпионските повести на Богомил Райнов са изследвани от доцент Морис Фадел през 2022 година.

## Признание и награди
Заслужил деятел на културата (1965), народен деятел на културата (1971), герой на социалистическия труд (1976). Носител на „Димитровска награда“ (1952, 1969).
През 2006 г. е удостоен с държавната награда „Св. Паисий Хилендарски“.
На Богомил Райнов е наречена улица в квартал „Манастирски ливади“ в София (Карта).

## Критика на дейността му
Богомил Райнов е силно противоречива фигура в българската култура. Дългогодишен заместник-председател на Съюза на българските писатели и член на Централния комитет на Българската комунистическа партия, той изиграва голяма роля за налагането на социалистическия реализъм в българската литература и в идеологическия разгром на много „идеологически заблудени“ български писатели, като Александър Жендов, Христо Радевски, Атанас Далчев и други, по време на ранните години на комунистическото управление до падането на Вълко Червенков от власт, както и по-късно.
Известният български литературен критик Борис Делчев го нарича в дневника си „подлец и полемист от висока класа“, „човекоядец“, „дясната ръка на култа и негова ударна сила, един от моралните убийци на Жендов“. Българската поетеса и преводачка Невена Стефанова го нарича „талантлив угодник“. Радой Ралин му лепва прословутия прякор „Погодил Номерайнов“.

## Избрана библиография
Романи и повести
- „Инспекторът и нощта“ (1963), екранизиран
- „Пътища за никъде“, повест, екранизирана[12]
- „Умирай само в краен случай“, екранизиран (1978)
- „Няма нищо по-хубаво от лошото време“ (1971), екранизиран
- „Господин Никой“ (1967, 1971, 1974), екранизиран
- „Голямата скука“ (1971, 1974), екранизиран
- „Бразилска мелодия“, екранизиран
- „Един наивник на средна възраст“ (1975), екранизиран (1976)
- „Реквием за една мръсница“ (1975), екранизиран (1976)
- „Тайфуни с нежни имена“ (1977), ISBN 954-739-712-5, екранизиран
- „Третият път“ (1977)
- „Черните лебеди“ (1977), екранизиран, дъщеря му Диана в главната роля
- „Само за мъже“ (1977, 2003), ISBN 954-445-845-X
- „Денят не си личи по заранта“ (1981), екранизиран
- „Не ме разсмивай“ (1983, 1989)
- „Тихият кът“ (1999)
- „Ченге втора употреба“ (2000)
- „Цветовете на болката“ (2004)
- „Тайната“ (2005), ISBN 954-739-691-9
- „Магичен фенер“ (2005), ISBN 954-739-607-2
- „Тютюневият човек“

Стихосбирки
- „Стихове“ (1940)
- „Стихотворения“ (1941)
- „Сталин“ (поема, 1944)
- „Стихотворения“ (1949)
- „Стихове“ (1962)
- „Любовен календар. Лирична поема“ (1942)
- „Градски ветрове“ (избрани стихове, 1969)
- „Стъпки по пясъка. Стихове 1936 – 1986“ (1989)
- „Облачно“, стихове, 2002, ISBN 954-90442-7-0

Есеистика
- „Стилът в изобразителните изкуства (увод в стилознанието)“ (1948)
- „Против изкуството на империализма“ (1953)
- „Пътищата на ционизма“ (1969), очерк
- „Ерос и Танатос“ (1971)
- „Портрети“ (1975)
- „В името на отца“, биография, ISBN 954-90442-5-4, Продуцентска къща „2 ½“, 2001
- „Людмила“ (2003)
- „Тайното учение“ (2003)
- „Париж"

## Родословие
|  |  |  |  |  |  |                              |                              |                              |                              |                              |                              |                              |                              | Иван Райнов (1860 – 1944)    |                              |                           |                           |                            |                            |                            |                            |                            |                            |  |  |  |  |  |  |  |  |  |  |  |  |  |  |  |  |  |  |  |  |  |  |  |  |
|  |  |  |  |  |  |                              |                              |                              |                              |                              |                              |                              |                              |                              |                              |                           |                           |                            |                            |                            |                            |                            |                            |  |  |  |  |  |  |  |  |  |  |  |  |  |  |  |  |  |  |  |  |  |  |  |  |
|  |  |  |  |  |  |                              |                              |                              |                              |                              |                              |                              |                              |                              |                              |                           |                           |                            |                            |                            |                            |                            |                            |  |  |  |  |  |  |  |  |  |  |  |  |  |  |  |  |  |  |  |  |  |  |  |  |
|  |  |  |  |  |  |                              |                              |                              |                              | Николай Райнов (1889 – 1954) | Николай Райнов (1889 – 1954) | Николай Райнов (1889 – 1954) | Николай Райнов (1889 – 1954) | Николай Райнов (1889 – 1954) | Николай Райнов (1889 – 1954) |                           |                           | Стоян Райнов (1894 – 1978) | Стоян Райнов (1894 – 1978) | Стоян Райнов (1894 – 1978) | Стоян Райнов (1894 – 1978) | Стоян Райнов (1894 – 1978) | Стоян Райнов (1894 – 1978) |  |  |  |  |  |  |  |  |  |  |  |  |  |  |  |  |  |  |  |  |  |  |  |  |
|  |  |  |  |  |  |                              |                              |                              |                              | Николай Райнов (1889 – 1954) | Николай Райнов (1889 – 1954) | Николай Райнов (1889 – 1954) | Николай Райнов (1889 – 1954) | Николай Райнов (1889 – 1954) | Николай Райнов (1889 – 1954) |                           |                           | Стоян Райнов (1894 – 1978) | Стоян Райнов (1894 – 1978) | Стоян Райнов (1894 – 1978) | Стоян Райнов (1894 – 1978) | Стоян Райнов (1894 – 1978) | Стоян Райнов (1894 – 1978) |  |  |  |  |  |  |  |  |  |  |  |  |  |  |  |  |  |  |  |  |  |  |  |  |
|  |  |  |  |  |  |                              |                              |                              |                              |                              |                              |                              |                              |                              |                              |                           |                           |                            |                            |                            |                            |                            |                            |  |  |  |  |  |  |  |  |  |  |  |  |  |  |  |  |  |  |  |  |  |  |  |  |
|  |  |  |  |  |  | Богомил Райнов (1919 – 2007) | Богомил Райнов (1919 – 2007) | Богомил Райнов (1919 – 2007) | Богомил Райнов (1919 – 2007) | Богомил Райнов (1919 – 2007) | Богомил Райнов (1919 – 2007) |                              |                              | Боян Райнов (1921 – 2005)    | Боян Райнов (1921 – 2005)    | Боян Райнов (1921 – 2005) | Боян Райнов (1921 – 2005) | Боян Райнов (1921 – 2005)  | Боян Райнов (1921 – 2005)  |                            |                            |                            |                            |  |  |  |  |  |  |  |  |  |  |  |  |  |  |  |  |  |  |  |  |  |  |  |  |